# Museum Kinderdorp Neerbosch

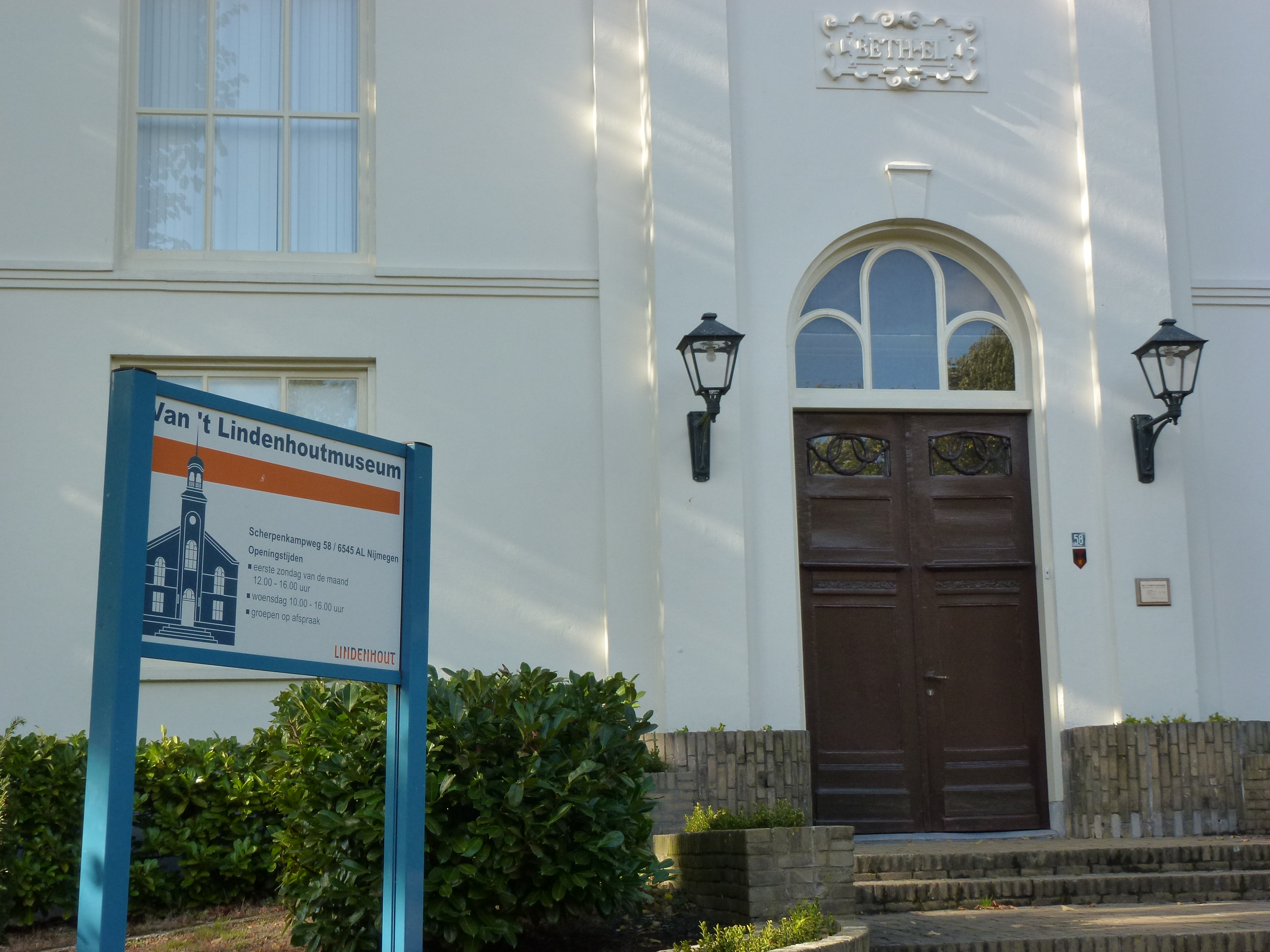
Ingang met museumbord

Museum Kinderdorp Neerbosch, voorheen Van 't Lindenhoutmuseum, is een museum gericht op de in 1863 gestarte protestantse Weesinrichting Neerbosch, later Kinderdorp Neerbosch, in de wijk Neerbosch-West in Nijmegen.
Het museum ontstond uit de collectie van medewerker Roel van Regteren die al ten tijden van de grote afschaling van de weesinrichting in de jaren 1950-60 bij de instelling werkzaam was. Zijn collectie was de basis voor een intern museum van Kinderdorp Neerbosch wat in 1984 een apart museum zou worden. In 1999 werd de Weezenkapel het onderkomen van het museum dat vernoemd werd naar oprichter Johannes van 't Lindenhout. Het museum heeft vooral een archief- en documentatiefunctie met veel materiaal over voormalige bewoners en medewerkers. Daarnaast is er een fotocollectie over de historie van de inrichting en verschillende voorwerpen. In 2020 vond er een flinke wijziging plaats in de organisatie. In 2023 sloot het museum voor een verbouwing om op 13 oktober 2024 te heropenen onder de naam Museum Kinderdorp Neerbosch.